# Zdravila z delovanjem na novotvorbe
Zdravila z delovanjem na novotvorbe ali citostatiki - ATC koda  L01 je podskupina zdravil v Anatomsko-terapevtskem-kemičnem klasifikacijskem sistemu. To je sistem alfanumeričnih kod, ki jih je razvila organizacija WHO z namenom klasifikacije zdravil in drugih medicinskih produktov. Podskupina L01 je del anatomske skupine L Zdravila z delovanjem na novotvorbe in imunomodulatorji.

Kode za veterinarsko uporabo (ATCvet kode) nastanejo z umestitvijo črke Q pred ATC kodo človeka: na primer, QL01. 
Nacionalne zadeve ATC klasifikacije lahko vključujejo dodatne kode, ki niso prisotne v tem seznamu.

## Zgodovina
Prva učinkovina za kemoterapevtsko zdravljenje raka je bil dušikov iperit, ki ga pa niso sprva razvili v zdravstvene namene temveč kot bojni plin. Uporabili so ga že v 1. svetovni vojni. Med vojaško operacijo v 2. svetovni vojni je po nesreči z njim prišla v stik skupina ljudi, pri kateri so potem odkrili znižano število belih krvničk v krvi. Predvidevali so, da ima plin s škodljivim delovanjem na hitro rastoče bele krvničke podobno delovanje tudi na rakave celice in v 40. letih so ga prvič dali intravensko bolnikom z napredovanim limfomom. Prišlo je do znatnega, vendar prehodnega izboljšanja njihovega stanja. Ta izkušnja je spodbudila raziskovalce k razvoju novih učinkovin s podobnim delovanjem na rakave celice. Zares so razvili številne učinkovine in do danes se je ta veja farmacije razvila v večmilijardne posle. Kasneje so razvili tarčno terapijo, vendar še danes veljajo osnovna načela in omejitve prvih citostatikov. Tudi analogi dušikovega iperita se še zmerom uporabljajo v zdravljenju raka.

## Razvrstitev
Poglavitne skupine, v katere razvrščamo citostatične učinkovine, so: alkilirajoči citostatiki, antimetaboliti, antraciklini, rastlinski alkaloidi, zaviralci topoizomeraze ... Vse te spojine vplivajo na celično delitev in/ali sintezo DNK.
Nekatere novejše učinkovine ne interferirajo neposredno z DNK; to so na primer monoklonska protitelesa in zaviralci tirozin-kinaze. 

### Alkilirajoči citostatiki (L01A)
Alkilirajoči citostatiki so dobili ime po sposobnosti alkiliranja (pripajanja alkilnih skupin) na elektronegativna mesta v celičnih strukturah.
Sem spadajo analogi dušikovega iperita (melfalan, klorambucil ...), alkilsulfonati (busulfan ...), epoksidi ...

### Zaviralci celične presnove (antimetaboliti) (L01B)
Gre za analoge purinskih baz (merkaptopurin ...), pirimidinskih baz (fluorouracil ...) in folne kisline (metotreksat ...).  
Zaradi strukturne sorodnosti s fiziološko prisotnimi presnovki se vključujejo v presnovne reakcije in jih zavirajo; kot rezultat je zavrta celična delitev.

### Rastlinski alkaloidi in druge naravne učinkovine (L01C)
Gre za alkaloide in druge spojine, pridobljene iz rastlin, ter njihove analoge. Celično delitev zavirajo preko delovanja na mikrotubule. Glavni predstavniki so alkaloidi rožnatega zimzelena in taksani.

#### Alkaloidi rožnatega zimzelena (L01CA)
Ti alkaloidi se vežejo na spečifična mesta mikrotubulov ter zavirajo celični cikel.
Predstavniki:
- vinkristin
- vinblastin
- vinorelbin
- vindesin

#### Derivati podofilotoksina (L01CB)
Sem spadata npr. etopozid in tenipozid, ki zavirata topoizomerazo.

#### Taksani (L01CD)
Spojina vodnica taksanov je naravna spojina paklitaksel. Njegov polsintezni derivat je docetaksel. Taksani zvečajo obstojnost mikrotubulov, kar prepreči ločitev kromosomov med anafazo. 

### Citotoksični antibiotiki in sorodne učinkovine  (L01D)
Med antibiotiki, ki se uporabljajo za zdravljenje raka, so antraciklinski antibiotiki (npr. doksorubicin, epirubicin ...) ter aktinomicinski antibiotiki (daktinomicin) ter drugi.

### Druga zdravila z delovanjem na novotvorbe (L01XX)
Mednje so na primer razvrščeni zaviralci topoizomeraze (irinotekan, topotekan); zaviranje delovanja topoizomeraze se kaže kot motnja prepisovanja in podvojevanja DNK. Omenjeni učinkovini zavirata topoizomerazo tipa 1. Zaviralci topoizomeraze tipa 2 so razvrščeni pod derivate podofilotoksina (L01CB)  (etopozid, tenipozid) zaradi rastlinskega izvora.  

## Neželeni učinki
Terapija s citostatiki lahko bolnika telesno izčrpa. Neželeni učinki se nanašajo predvsem na škodljivo delovanje na tiste celice, ki se hitro delijo (sluznica prebavil, lasni mešički ...). Med najpogostejšimi neželenimi učinki so:
- bolečina
- slabost in bruhanje
- driska ali zaprtje
- slabokrvnost
- nedohranjenost
- izpadanje las
- izguba spomina
- zaviranje imunskega sistema, kar povečuje tveganje za okužbe, sepso
- izguba ali pridobitev telesne teže
- krvavitve
- sekundarne novotvorbe
- škodljivo delovanje na srce (kardiotoksičnost)
- škodljivo delovanje na jetra (hepatotoksičnost)
- škodljivo delovanje na ledvice (nefrotoksičnost)
- škodljivo delovanje na ušesa (ototoksičnost)